# グアカナヤボ湾
グアカナヤボ湾（グアカナヤボわん、英：Gulf of Guacanayabo、西：Golfo de Guacanayabo）は、キューバ南部の湾。位置は北緯20度30分 西経77度30分 / 北緯20.5度 西経77.5度座標: 北緯20度30分 西経77度30分 / 北緯20.5度 西経77.5度、グランマ州とラス・トゥーナス州の間に位置する。
同湾の最大の港はマンサニージョである。湾にはキューバ最長のカウト川が注ぎ込む。2005年のハリケーン・デニスで大きな被害を受けた。